# Franz Gabriel von Bray
Franz Gabriel von Bray (1765-1832) fue un botánico alemán.
Junto con von Sternberg se convirtió en uno de los primeros miembros de la Asociación de Botánicos de Ratisbona. 
Trabajó ampliamente con la familia de las amarantáceas, y publicaba habitualmente sus identificaciones y clasificaciones de nuevas especies en :  Bot. Gaz.; Denkschr. Bot. Ges. Regensb.; Gen. Sp. Gent.; Fl. Deutsch. Ostseeprov.; Fl. Ross.; Boehm. Gew.; Vet. Akad. Handl. Stockh.; Rev. Saxifr. Suppl. (IPNI)
- La abreviatura «Bray» se emplea para indicar a Franz Gabriel von Bray como autoridad en la descripción y clasificación científica de los vegetales.[1]